# Roland Salm
Pour les articles homonymes, voir Salm.
Roland Salm, né le 21 février 1950 à Riniken, dans le canton d’Argovie, fut coureur cycliste professionnel suisse de 1974 à 1981.

## Palmarès
- 1969
  -  Champion de Suisse sur route juniors
- 1971
  - 2e du championnat de Suisse de la course aux points
- 1972
  - Prologue du Grand Prix Guillaume Tell (contre-la-montre par équipes)
- 1973
  -  Champion de Suisse de la course aux points
  - Giro del Lagio Maggiore :
    - Classement général
    - 1re et 2e étapes

  - Tour du Canton de Genève
  - Championnat de Zurich amateurs
  - 3e du Tour du Stausee
- 1974
  -  Champion de Suisse sur route
  - Tour du Nord-Ouest de la Suisse
  - 2e du Tour du lac Léman
- 1975
  -  Champion de Suisse sur route
  - Tour de Vénétie
  - Tour du Stausee
  - Tour du Leimenthal
  - Tour du Nord-Ouest de la Suisse
  - 2e du GP Montelupo
  - 3e de Sassari-Cagliari
- 1976
  -  Champion de Suisse sur route
  - 2e du Trophée méditerranéen
  - 3e du Tour du Nord-Ouest de la Suisse
  - 5e du Tour de Romandie
- 1977
  -  Champion de Suisse sur route
  - Rund um die Rigi - Gersau
  - 3e du Grand Prix du canton d'Argovie
  - 9e de Paris-Nice
- 1980
  - 7ea étape du Tour de Suisse
- 1981
  - Rund um die Rigi - Gersau

## Résultats sur les grands tours

### Tour d'Italie
- 1974 : 56e
- 1975 : 13e
- 1976 : abandon